# ドネルソン砦の戦い
ドネルソン砦の戦い（ドネルソンとりでのたたかい、英:Battle of Fort Donelson）は、南北戦争初期の1862年2月12日から16日に、西部戦線テネシー州西部で行われた戦いである。北軍によるこの砦の占領によって、カンバーランド川は南部への進入経路として開かれ、ユリシーズ・グラント准将は少将に昇進すると共に、それまで目立たずほとんど実績のない者であったのが、「無条件降伏」のグラントと渾名されるようになった。
この戦闘は2月6日のヘンリー砦の占領に続いて起こった。2月12日から13日にかけて、グラントはドネルソン砦に向けて陸路を2マイル (3 km)進み、幾度か小さな威力偵察を行った。2月14日、アメリカ海軍のアンドリュー・H・フット将官が指揮する砲艦隊が艦上の大砲で砦の勢力を減じようとしたが、ドネルソン砦の川に向けた大砲によって大きな損失を蒙り、後退を強いられた。
2月15日、南軍の指揮官ジョン・B・フロイド准将は、砦が囲まれている状況で、グラント軍に対して急襲を掛け、脱出路を開こうとした。攻撃の開始時点では戦場から離れていたグラントは、戦場に到着して兵士を集合させ反撃に移った。フロイドの試みは部分的には成功したものの、怖じ気づいて兵士達を塹壕の中に呼び戻した。
2月16日の朝、フロイドとその副官ギデオン・J・ピロー准将は二人とも、指揮権をサイモン・B・バックナー准将に渡し、バックナーがグラントからの無条件降伏を受け入れた。

## 背景
ドネルソン砦の戦闘は2月6日のヘンリー砦の戦いに直ぐ後に起こった。グラントとアメリカ海軍フットによるヘンリー砦占領の結果、テネシー州はその後の北軍侵攻の経路となった。ヘンリー砦にいた約2,500名の南軍守備隊は降伏前に脱出し、東のドネルソン砦まで12マイル (19 km)を移動した。
南軍はこの時幾らかの難しい選択に直面していた。グラント軍はこの時、南軍のアルバート・ジョンストン将軍の管轄する2つの軍隊（ケンタッキー州コロンバスにいるP・G・T・ボーリガードの12,000名と同じくケンタッキー州ボウリング・グリーンにいるウィリアム・J・ハーディの22,000名）の間にいた。ヘンリー砦はテネシー州を守る南軍前線の中央に大きく突出した場所にあり、その南にある鉄道が遮断されて、直面する北軍の大部隊に対抗して援軍を向かわせるために必要な横の動きが制限されていた。近くのドネルソン砦にはわずか約5,000名の勢力しか無かった。北軍はコロンバスを攻撃する可能性があった。またドネルソン砦を攻撃し、それによってナッシュビルを脅かす可能性もあった。すなわち、グラントとドン・カルロス・ビューエル（ルイビルにいた45,000名）が、グラントは後からビューエルは前からジョンストン軍を直接攻撃する怖れがあった。ジョンストンは北軍の砲艦がヘンリー砦を容易に打ち破ったことを理解した（テネシー川の水嵩が上がり砦を水浸しにして重要な役割を果たしたことまでは分かっていなかった）。しかし、実のところ川からの攻撃は単に陽動作戦ではないかと思い、グラント軍よりもビューエル軍からの脅威を心配していた。
ジョンストンは、南軍のテネシー州を守るという戦略が見せかけのものであることを暗に認め、防衛線の大半にわたって主導権を放棄する一連の行動を決断した。2月7日、ボウリング・グリーンのコビントンホテルで開かれた作戦会議で、コロンバスにいるボーリガード軍を撤退させ、ボウリング・グリーンも明け渡して、カンバーランド川の南ナッシュビルに移動することで、ケンタッキー州西部を放棄する決断をした。ドネルソン砦の防衛可能性については疑念があったものの、ボーリガードの忠告を容れて、12,000名の補強に同意した。もしそこで敗れれば、テネシー州中部を失うことは避けられず、つまりはナッシュビルという軍需物資の製造と貯蔵のための重要な町も失うことを意味していることを理解していた。
ジョンストンはドネルソン砦の指揮を、第一次ブルランの戦いで巧みに功績を挙げたボーリガードに任せたかったが、ボーリガードは喉の病気のために辞退した。その代役として責任はジョン・B・フロイド准将に回った。フロイドはバージニア州西部でロバート・E・リーの下にいて任務をうまく果たせず、西部戦線に到着したばかりだった。以前はジェームズ・ブキャナン政権の陸軍長官を務め、汚職と脱退活動で北部ではお尋ね者になっていた。その経歴は政治家であり軍人では無かったが、カンバーランドでは上級の准将だった。

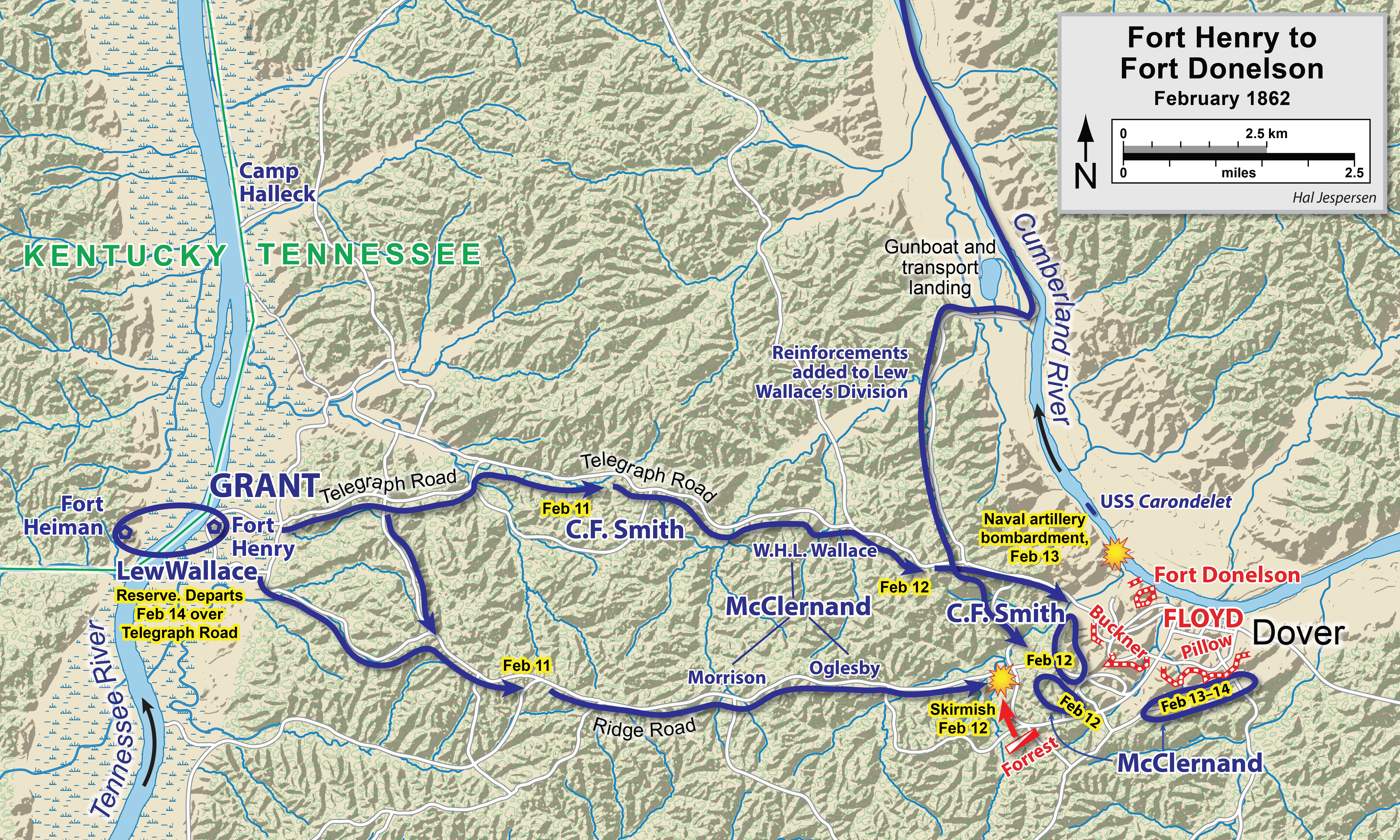
ヘンリー砦の戦い、およびドネルソン砦への動き
南軍
北軍

北軍側では、ミズーリ方面軍の指揮官としてグラントの上官だったヘンリー・ハレックも危惧の念を抱いていた。グラントがヘンリー砦を占領することを承認したが、続けてドネルソン砦を攻めることは危険のあることだと感じていた。またグラントのそれまでの成功にも拘わらず、グラントのことを向こう見ずと考え、その部下をほとんど信用していなかった。ハレック自身のライバルであるビューエルを説得して、援軍を得る手段としてビューエル軍の参戦を促そうとしたが、ジョンストンがビューエルに大きな注意を払っていたにも拘わらず、グラントが攻撃的なのと同じくらいビューエルは受動的だった。グラントは、その上官がグラントの解任を考えているなどと疑うことは無かったが、この方面作戦を通じて、遅れや敗北の場合にハレックが怖じ気づいて作戦を中止する可能性があることには十分に気付いていた。
2月6日、グラントはハレックに宛てて電報を打った。「ヘンリー砦は我々のものである。...8日にはドネルソン砦を奪取して破壊し、ヘンリー砦に戻る。」この自らに課した最終行は3つの点で楽観的過ぎた。1つはドネルソン砦まで12マイルの惨憺たる道路状態、2つめは溢れてくる洪水の中で物資を運ぶために兵士を使う必要があったこと（2月8日までにヘンリー砦は完全に水に浸かった）、最後はヘンリー砦での砲撃戦でフットの西部船隊が蒙った損傷だった。もしグラントが素早く移動することができたとすれば、その日の内にドネルソン砦を落としていたかもしれない。2月11日の早朝、グラントは作戦会議を開き、幾つかを保留したマクラーナンドを除く全ての将軍がドネルソン砦を攻撃するグラントの作戦を支持した。この作戦会議は南北戦争の間にグラントが開いたものでは最後となった。

## 対戦した戦力
グラントのカイロ地区軍は、ジョン・A・マクラーナンド、チャールズ・F・スミスおよびルー・ウォーレス各准将の3個師団で構成された（ウォーレスはヘンリー砦の時まで予備隊の旅団指揮官だったが、2月14日にドネルソンに呼び寄せられドン・カルロス・ビューエル軍から借りた1個旅団を含め蒸気船で到着した援兵を含む新しい師団の編成に携わった。）。歩兵の師団を支援するのは騎兵2個連隊と砲兵8個大隊であり、総勢は25,000名だった。ただし、戦闘の開始時点で使えるのは15,000名だった。

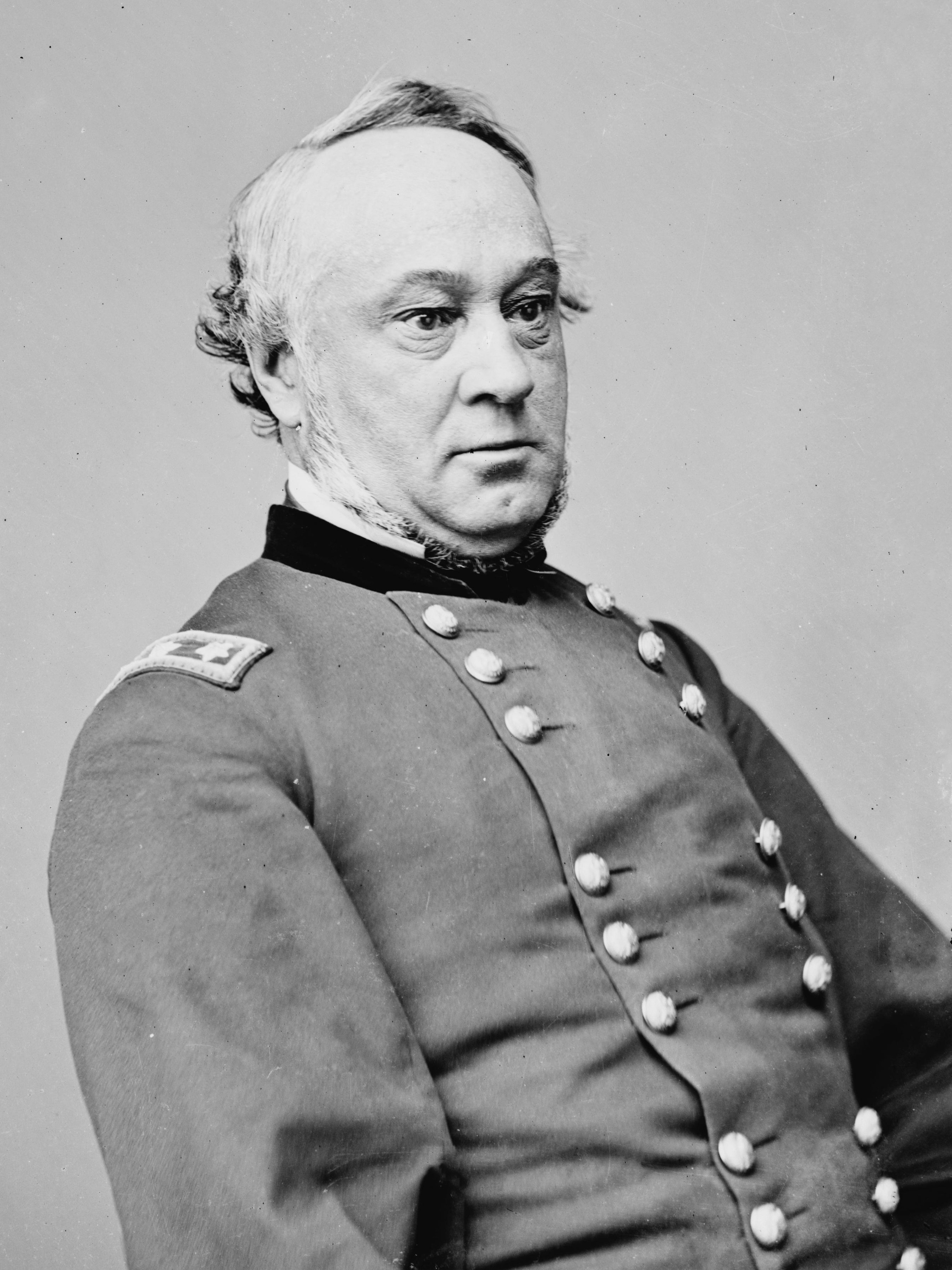
ヘンリー・ハレック少将、北軍
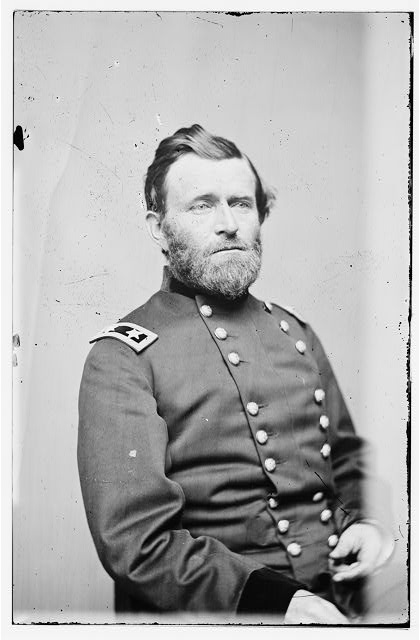
ユリシーズ・グラント准将、北軍
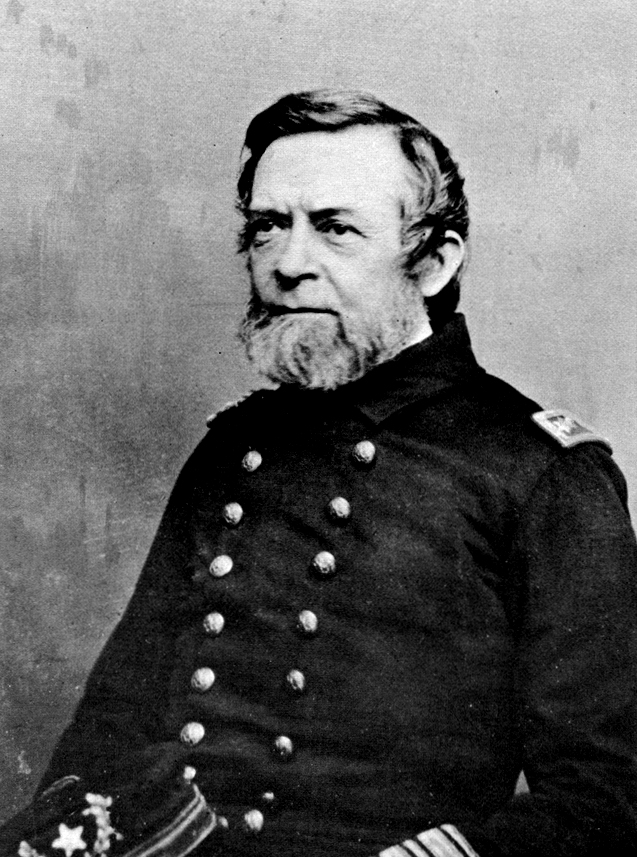
アンドリュー・H・フット海軍将官、北軍
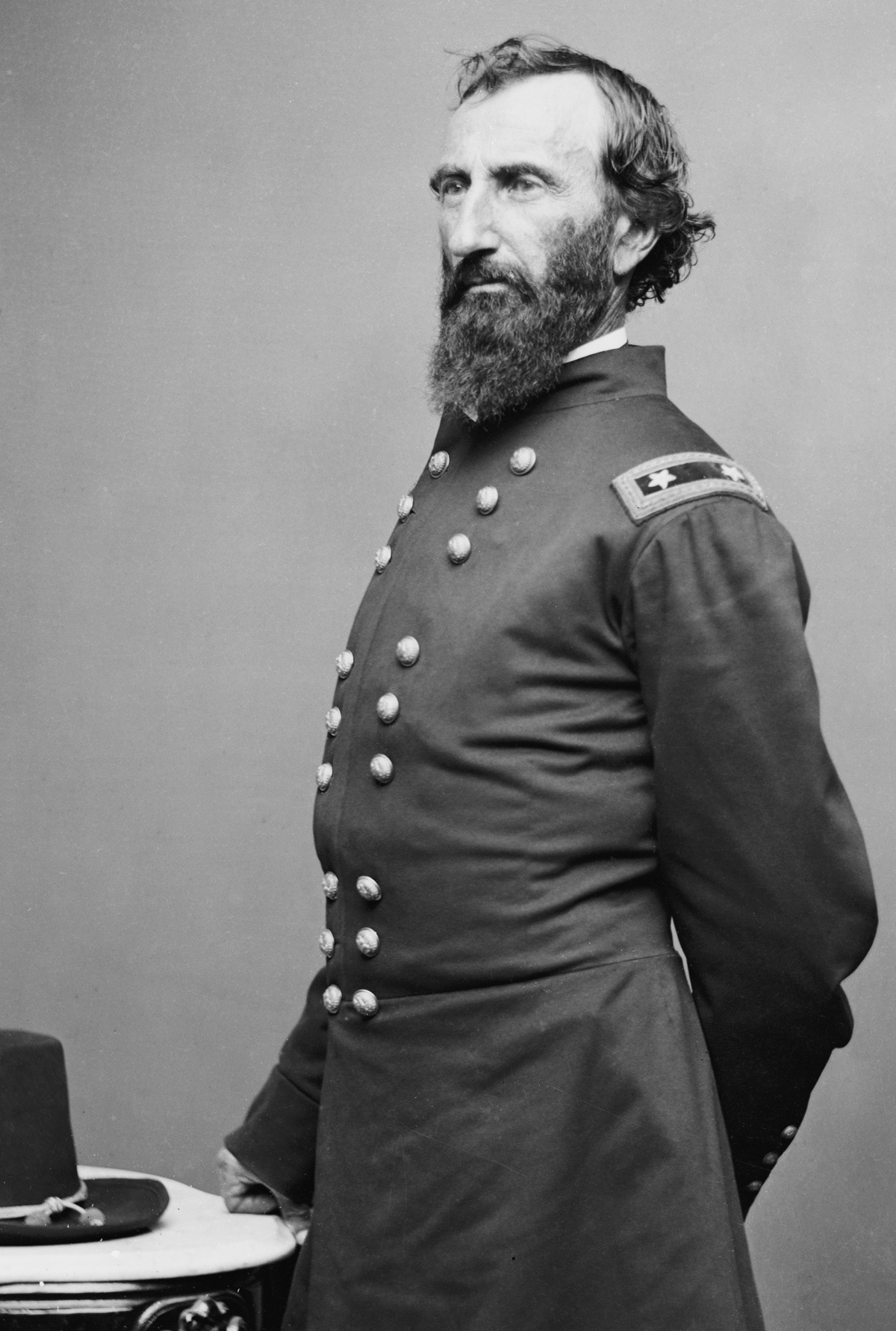
ジョン・A・マクラーナンド准将、北軍
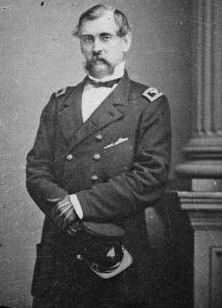
チャールズ・F・スミス准将、北軍
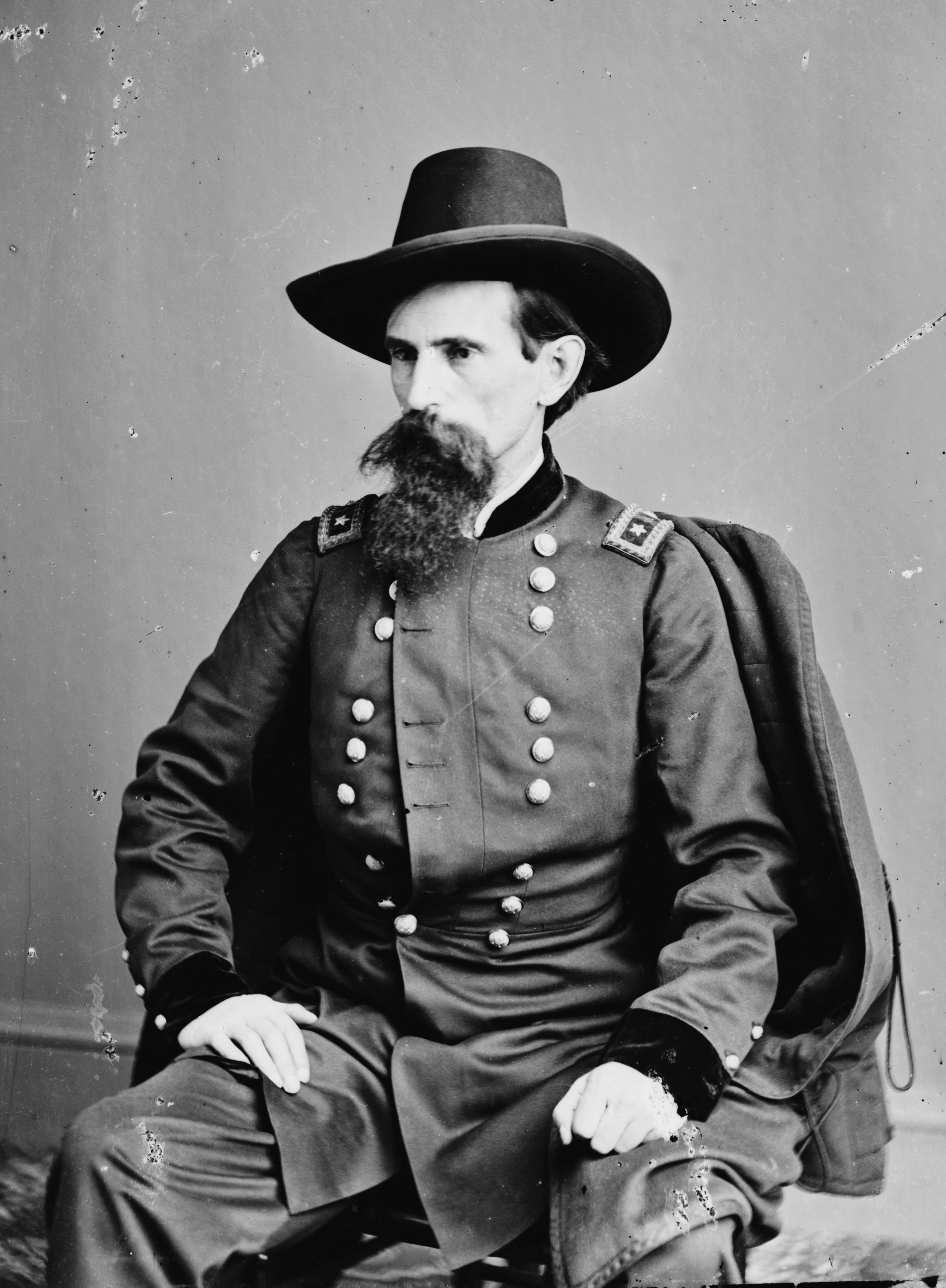
ルー・ウォーレス准将、北軍
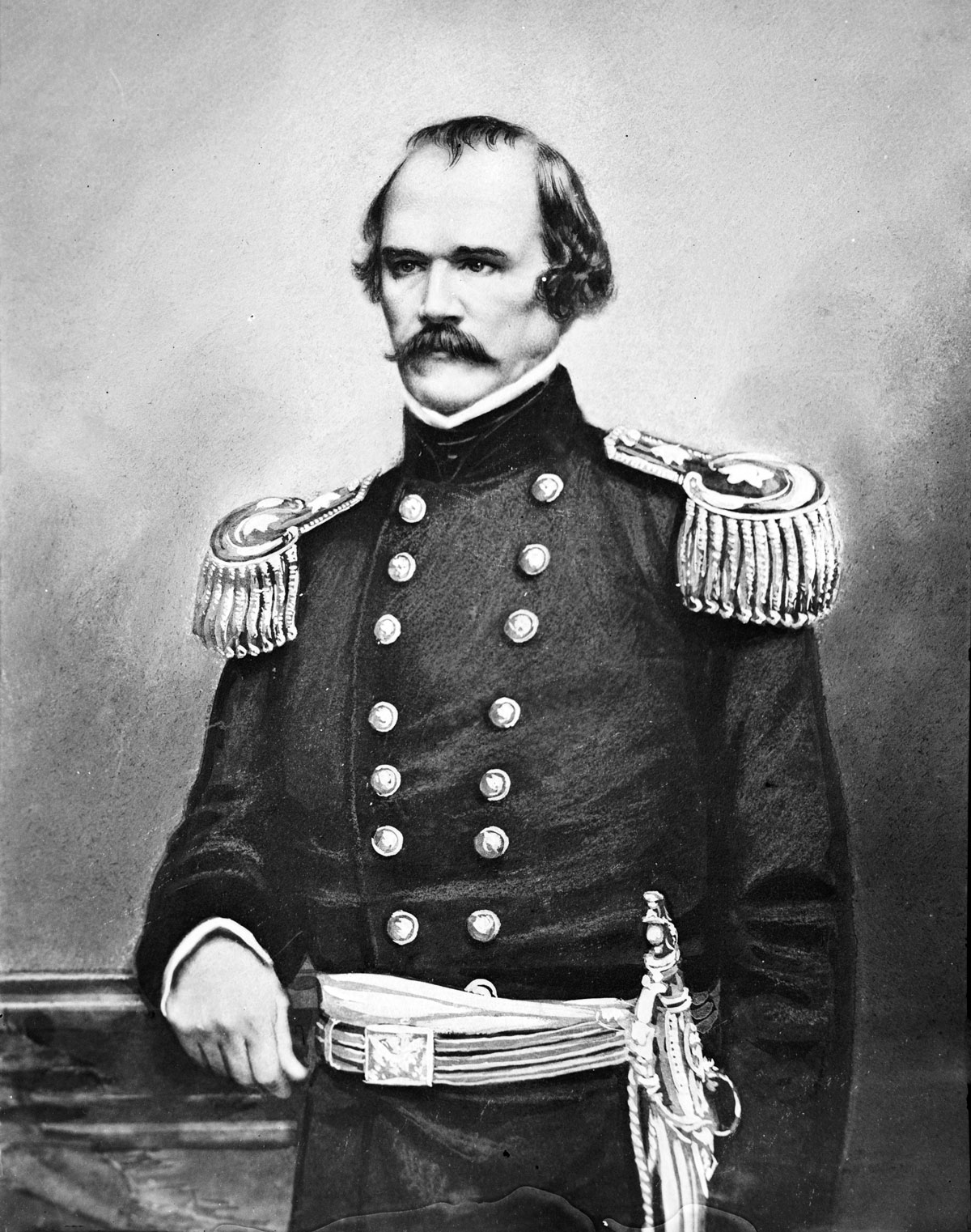
アルバート・ジョンストン将軍、南軍
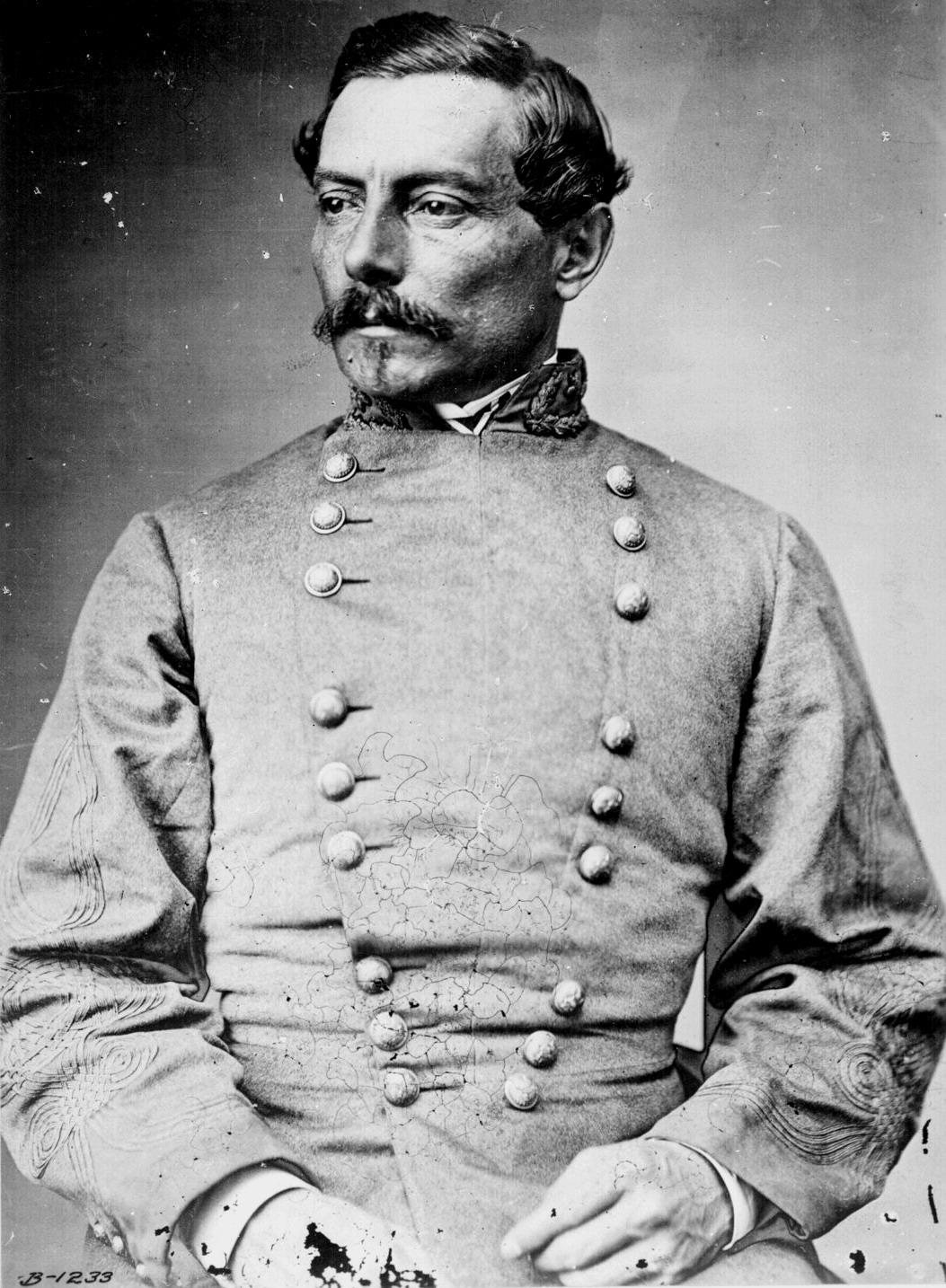
P・G・T・ボーリガード将軍、南軍
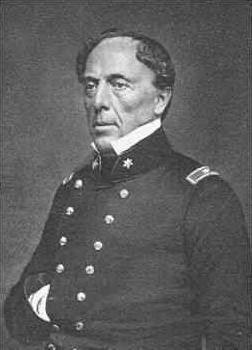
ジョン・B・フロイド准将、南軍
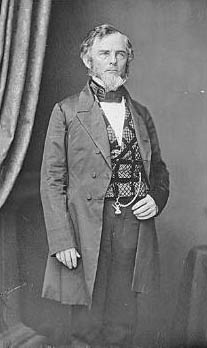
ギデオン・J・ピロー准将、南軍
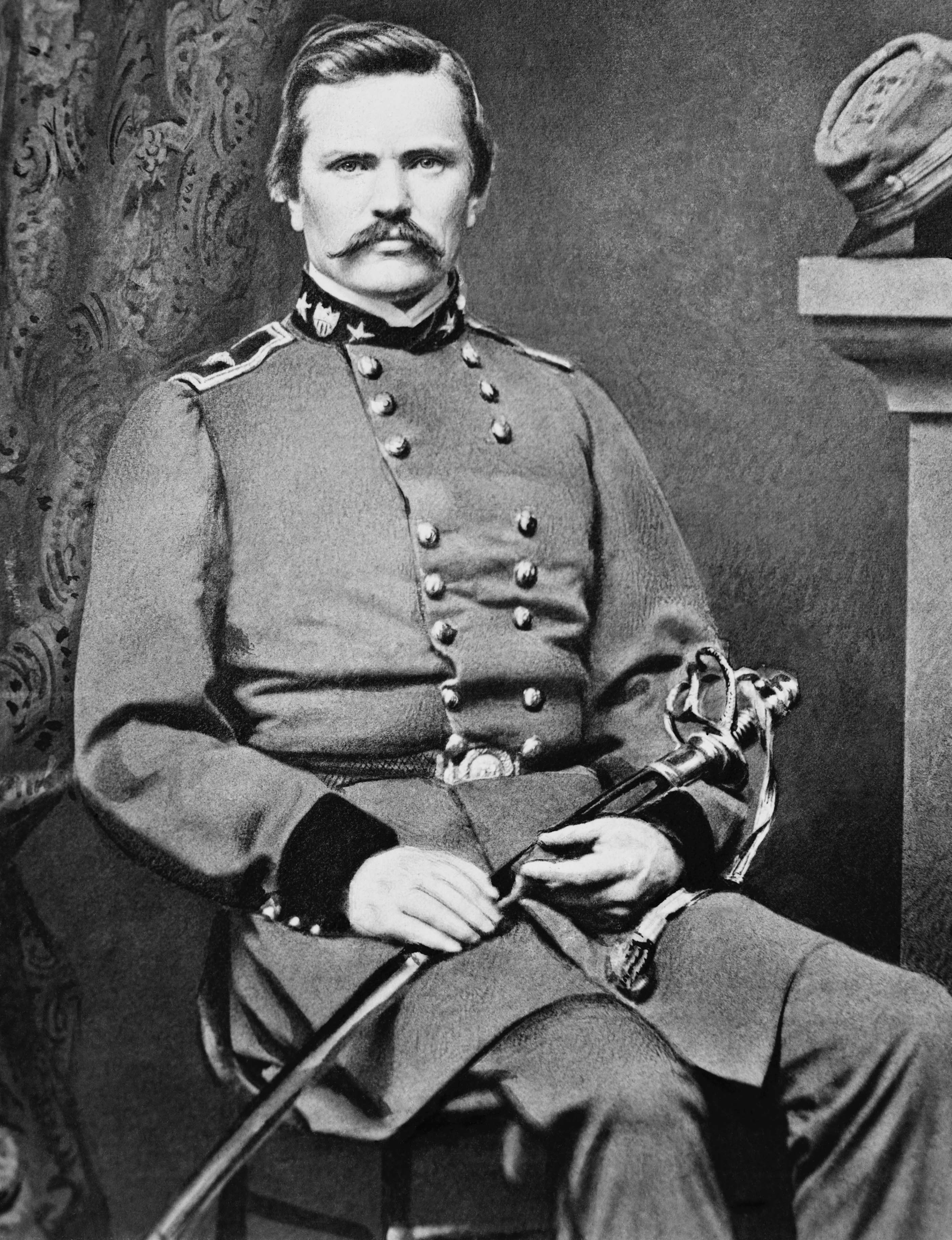
サイモン・B・バックナー准将、南軍
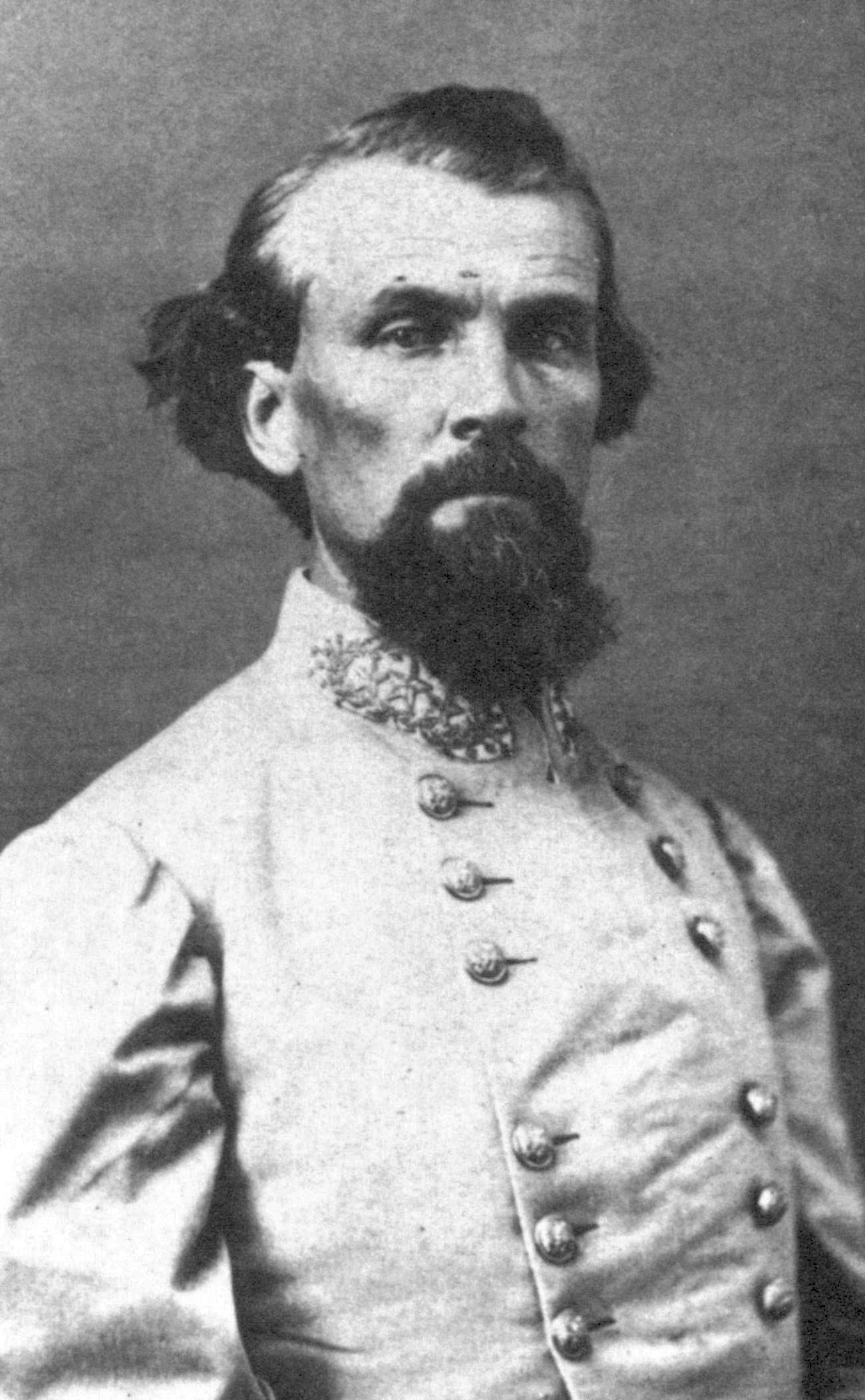
ネイサン・ベッドフォード・フォレスト大佐、南軍

アメリカ海軍将官アンドリュー・H・フットの指揮する西部船隊は、4隻の鋼製被覆砲艦（旗艦USSセントルイス、USSカロンデレト、USSルイビルおよびUSSピッツバーグ）および3隻の木製被覆砲艦（USSコネストーガ、USSタイラーおよびUSSレキシントン）で構成されていた。USSシンシナティとUSSエセックスはヘンリー砦で損傷を受け、修繕中だった。

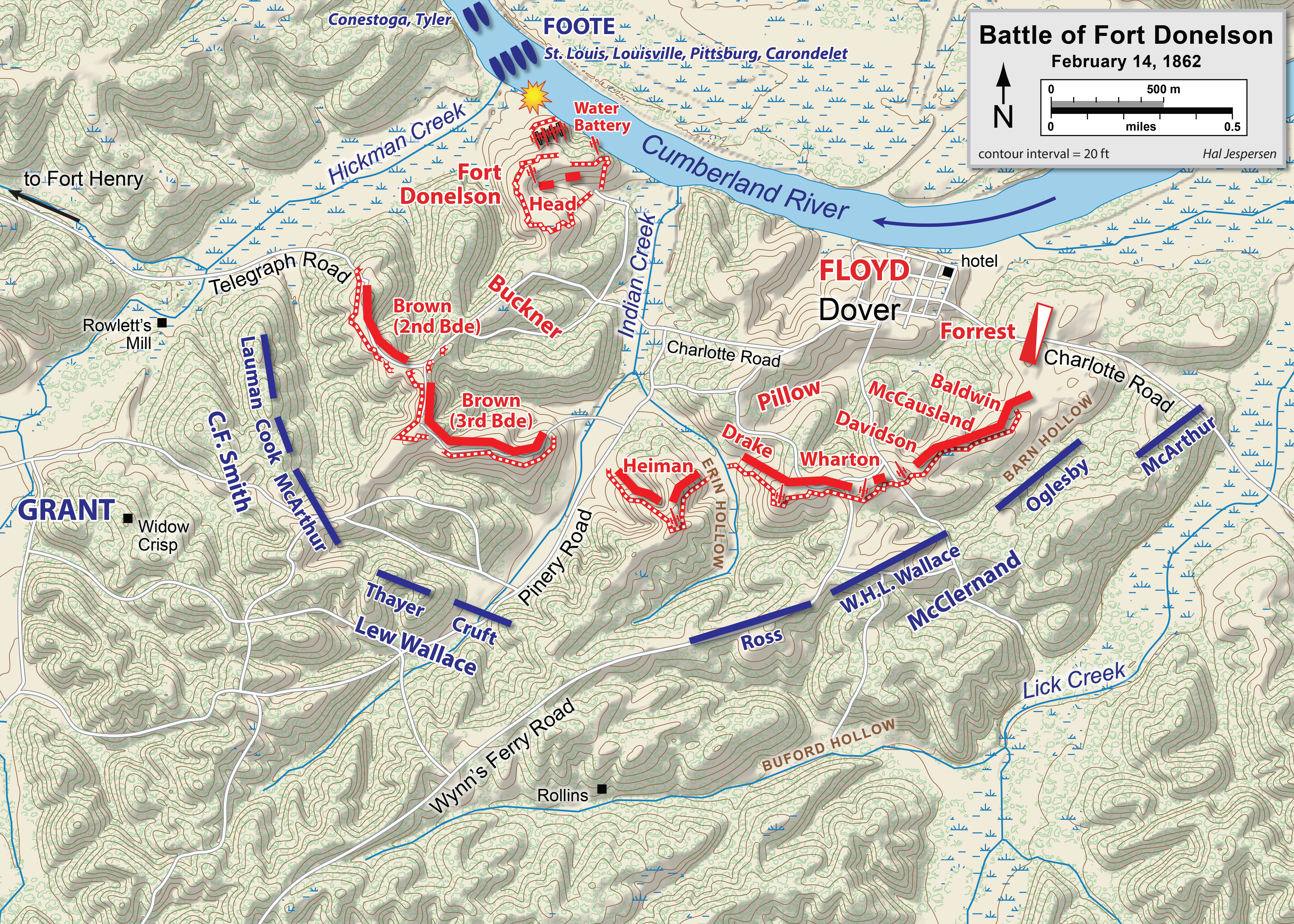
2月14日夜の配置

フロイドの南軍はおよそ17,000名であり、3個師団、守備隊および付設する騎兵隊で構成された。3個師団はフロイド（フロイドが全軍指揮を執ったときはガブリエル・C・ウォートン大佐が代替）、ブッシュロッド・ジョンソンおよびサイモン・B・バックナー各准将が指揮した。その前の1月に短期間砦の指揮を執っていた工兵士官ジョンソンは、戦闘中実質的にギデオン・J・ピロー（グラントの最初の戦闘であるベルモントの戦いで対抗した）に指揮権を奪われていた。ピローは砦の総指揮官だったが上級将軍のフロイドの到着で取って代わられていた。守備隊はジョン・W・ヘッド大佐、騎兵隊はネイサン・ベッドフォード・フォレスト大佐が指揮した。
ドネルソン砦は1861年に砦の場所を選んで工事を始めたダニエル・S・ドネルソン准将の名前を付けた。憐れなヘンリー砦よりもかなり手強いものだった。カンバーランド川からは乾いた地盤に約100フィート (30 m)嵩上げされ、攻撃してくる砲艦に対して大砲弾を打ち下ろすことができ、これはヘンリー砦には無かった長所であった。川を向いた大砲は32ポンド滑腔砲10門、6.5インチ(16 cm)施条砲1門、および10インチ (25.4 cm)コロンビヤード砲1門があった。砦とドーバーの小さな町の周りには半円状に3マイル (5 km)の塹壕があった。この塹壕は下を見下ろす尾根の上にあり、前には厚い鉄条網、背面には大砲があった。右翼はバックナーとそのボウリング・グリーン部隊（その一端はヒックマン・クリークに接していた）、左翼にはジョンソンとピローの部隊（その一端はカンバーランド川近くにあった）が入った。これに対する北軍は左翼のスミス隊から右にウォーレス隊（2月14日に到着）、およびマクナーランド隊と並んだ。ピロー隊に面するマクナーランドの右翼は溢れるリック・クリークに届くには兵士が足りず、空いたままになった。南軍前線の中央をぬかるんだインディアン・クリークが走り、この地点は両側から見下ろす大砲で主に守られた。

## 戦闘

### 初めの動きと攻撃（2月12日-13日）
2月12日、北軍の大半がヘンリー砦を発ち、砦の間を結ぶ2つの主要道路を通って約5マイル (8 km)前進した。その日の大半、南軍ネイサン・ベッドフォード・フォレストの指揮する騎兵哨戒によって遅延させられた。USSカロンデレトが川を遡って真っ先に到着した砲艦であり、砦の防御を試すために多くの砲弾を撃ち込んでから後退した。グラントは2月12日に到着し、前線の左側にあったクリスプ未亡人の家を作戦本部にした。
2月13日、南軍防衛軍に対する幾つかの小さな探りの戦闘が行われたが、これは会戦を起こしてはならないというグラントの命令を実質的に無視していた。北軍の左翼では、スミスが3個有る旅団のうちの2個（ジェイコブ・ローマンとジョン・クック各大佐）をその正面の敵の防衛度を試すために派遣した。その攻撃はほとんど損失が無く収穫も無かったが、スミスは夜通し狙撃を続けることができた。右翼では、マクナーランドも承認を得ていない攻撃を命令した。ウィリアム・R・モリソン大佐旅団の2個連隊がW・H・L・ウォレス大佐旅団の第48イリノイ連隊と共に、自分達の陣地を悩ませている砲台（凸角堡No.2）を占領するよう命令された。第48イリノイ連隊の大佐アイシャム・H・ヘイニーはモリソン大佐よりも上級の士官だった。モリソンは当然の権利で3個連隊のうちの2個連隊を指揮していたが、攻撃が進行すれば指揮権を渡すと申し出た。攻撃が始まるとモリソンが負傷して指揮権の曖昧さが無くなったが、どういう訳かヘインズは全軍の指揮を執ることはなく、攻撃は撃退された。前線の間に残された負傷兵の中には砲撃で火が付いた草によって生きながら燃やされた者もいた。
方面作戦のこの時点まで天候は雨模様が続いたが、2月13日には吹雪が吹き、強い風で気温は 10〜12°F(−12℃) まで下降し、翌朝には 3インチ (8 cm) の積雪があった。大砲や荷馬車は地に凍り付いた。両軍の前線が接近しており、活動的な狙撃兵の存在もあったので、兵士達は暖を採ったり食事を作るための火を点けることができず、毛布やコートも持たずに到着した者が多かったので、両軍共にその夜は惨めな姿になった。

### 補強および海軍の戦い（2月14日）
2月14日午前1時、フロイドはその作戦本部であるドーバーホテルで作戦会議を開き、ドネルソン砦は恐らく攻撃に耐えられないということで全体が一致した。ピロー将軍は突破の試みを率いることになった。部隊は戦線の後方に動き突撃の備えをしたが、まさに動こうという時に北軍の狙撃手がピローの副官を殺した。ピローは戦闘に置いて通常は攻撃的な性格だったが自信を無くし、彼らの動きが見破られているので突破は延期しなければならないと宣言した。フロイドはこの計画変更に怒ったが、その時は実行するタイミングとしては遅すぎた。
2月14日にはまた、ヘンリー砦から北軍のルー・ウォーレス将軍の旅団が正午頃に到着し、フットの船隊も6隻の砲艦と12隻の輸送船に乗せた10,000名の増援を連れて到着した。ウォーレスはこの新しい部隊をジョン・M・セイヤーとチャールズ・クラフト両大佐の2個旅団からなる第3の師団を編成し、南軍の塹壕に面する前線の中央を占めさせた。このことで、翌朝夜明けにスミス師団のジョン・マッカーサー大佐の旅団を予備隊の位置から400ヤード (360 m)の隙間を埋める位置に動かすことで、マクラーナンドの右翼をリック・クリークまで伸ばす十分な兵力ができた。

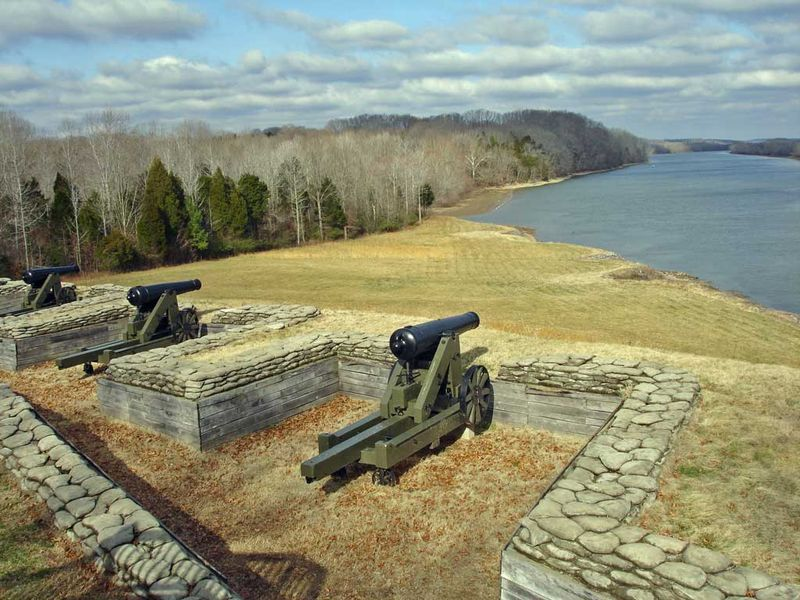
ドネルソン砦の川向き砲台の一部、カンバーランド川を見下ろす。

フットが到着するやいなや、グラントは砦の川に向いた砲台を攻撃するよう急き立てた。フットは適切な偵察もせずに進むことに躊躇してはいたが、午後3時までにその砲艦を岸に近付けて、ヘンリー砦でやったのと同じように砲火を開いた。南軍の砲手は砲艦が400ヤード (360 m)の距離に近付くまで待って砲撃を返し、北軍戦隊を散々に叩いた。フットは負傷し（皮肉なことにその足（フット）を負傷した）、旗艦USSセントルイスの操舵室が破壊され、操縦が効かなくなったセントルイスは為す術無く流されて川を降った。USSルイビルも同様に操船できなくなり、USSピッツバーグは浸水し始めた。戦隊の損害は凄まじいものだった。
南軍が放った500発の砲弾のうち、59発がセントルイスに、54発がカロンデレトに、36発がルイビルに、20発がピッツバーグに当たった。フットはヘンリー砦の容易な成功の後なので計算違いをしていた。歴史家のケンドール・ゴットは、できるだけ下流に留まり戦隊の長距離射程砲を活かして砦の防御力を減ずるのが賢明な方法だったろうと示唆した。代案として、1863年のビックスバーグ方面作戦の時にうまくいったように、夜に砲台の下を通り過ぎておけばよかったかもしれない。固定した砲台の下を抜けて上流に出てしまえば、ドネルソン砦は防御が出来なくなっていたことであろう。
北軍の水夫8名が戦死し44名が負傷したが、南軍の損失は無かった。川向き砲台のジョセフ・ディクソン大尉が前日のカロンデレトの砲撃で戦死していた。しかし、陸の南軍は十分装備を調えた北軍兵に包囲されており、北軍の砲艦が損傷を受けたとしても依然カンバーランド川を制していることに変わりは無かった。グラントはドネルソン砦で成功するとすれば、強い海軍の支援無しに陸の軍隊で行う必要があると認識し、ハレックに宛てて、包囲戦に訴える必要があるかもしれないと電報を打った。

### 突破の試み（2月15日）

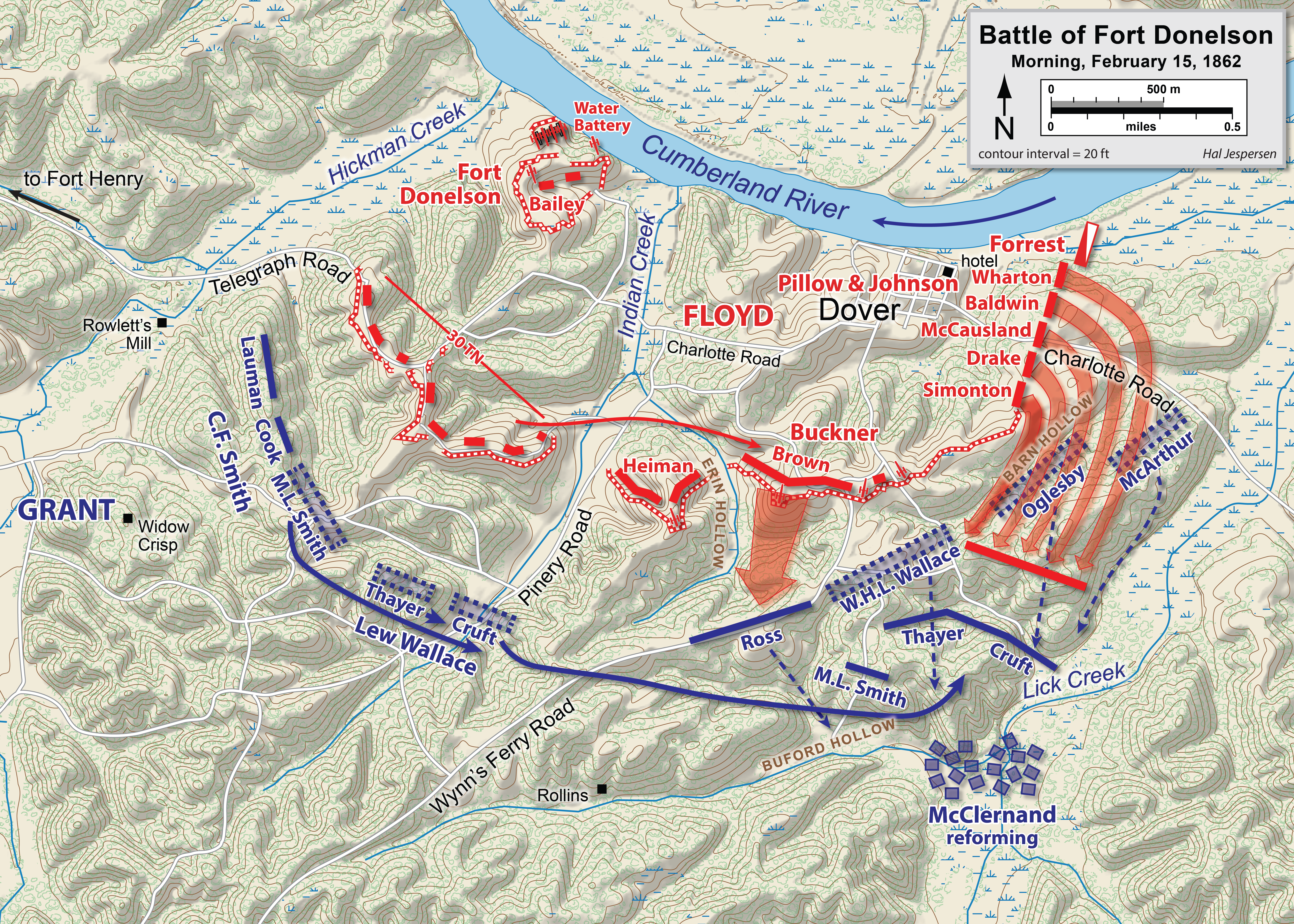
南軍の突破の試み、2月15日朝

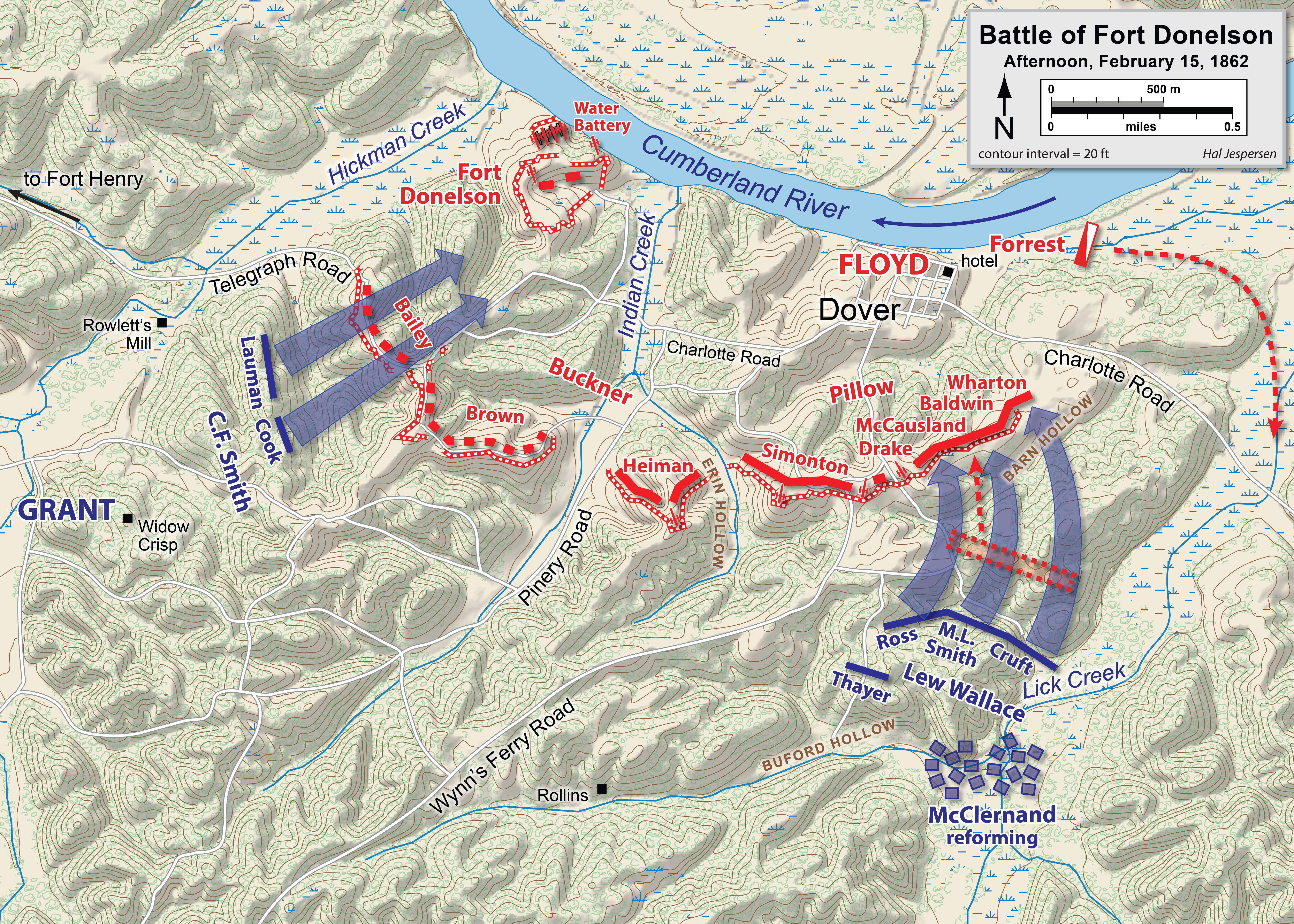
北軍の反撃、2月15日午後

南軍の将軍達は予想もしていなかった対海軍戦勝利にも拘わらず、砦での勝利の機会については依然悲観的であり、もう一度深夜の作戦会議を開き、中止した脱出作戦をもう一度やり直すことに決した。2月15日朝、南軍は、北軍戦線の未だ守られていなかったマクラーナンド師団の右翼に対して、ピローによる夜明けの突撃を敢行させた。北軍兵は寒い天候でよく眠れなかったために、全く驚かされたという訳ではなかった。しかし、1人の北軍士官は驚いた。ユリシーズ・グラントである。グラントは自分で始めなければ陸上の戦闘は起こらないと予測し、夜明け前に起きて下流の旗艦にいるフットを訪ねていた。部下の将軍達の誰にも攻撃を開始する命令を伝えておらず、不在時の指揮代行者として誰も指名してもいなかった。
南軍の作戦はピローがマクナーランド軍を混乱させ、バックナーがウィンズフェリー道路を横切り、残りの部隊がドネルソン砦を出て東に移動する間に後衛を務めるというものだった。バックナー師団から1個連隊、第30テネシー連隊のみが塹壕に留まり、北軍の追撃を妨害することになっていた。その攻撃は初めうまく行き、2時間の激しい交戦のあとで、ピローの部隊がマクラーナンド軍を押し込み逃走経路が開いた。西部戦線の北軍が有名な狼狽させるような反乱者の雄叫びを聞いたのはこの攻撃時が初めだった。
この攻撃は、マクナーランド軍の配置がまずかったことと、フォレストが指揮する南軍騎兵隊が時には下馬して側面攻撃したことで、当初は成功だった。北軍リチャード・オグルスビーとジョン・マッカーサー各大佐の旅団が一番激しい攻撃を受けた。彼らは全体に秩序を保ちながら後退し再集合と弾薬の補給を図った。マクラーナンドはルー・ウォーレスに援助を願う伝令を送ったが、ウォーレスは未だ不在のグラントの命令無くして行動することを躊躇した。マクラーナンドの後退は未だ取り乱した潰走の様相までに至っていなかったが、弾薬が尽きかけていた（元補給係将校グラントの軍隊はまだ効率的に供給線を打ち立てることが分かっておらず、余分な弾薬はこれら前線の旅団に即座には供給されなかった）。2人目の伝令がウォーレスの作戦本部に涙ながらに到着し、「我々の右翼は崩壊している。..全軍が危険だ！」と叫んだ。ウォーレスは遂にチャールズ・クラフト大佐の旅団をマクラーナンド軍の救援に向かわせた。クラフトの旅団は前線でオグルスビーとジョン・マッカーサーの旅団と入れ替わったが、側面を襲われていると認識したときには、彼らも後退を始めた。
南軍の進撃も全てがうまく行った訳では無かった。午前9時半までに、北軍先頭の旅団が後退したとき、フォレストはブッシュロッド・ジョンソンにこの秩序を乱した敵部隊に総攻撃を掛けるよう促した。ジョンソンはあまりに慎重で全面攻撃を認めなかったが、その歩兵隊が緩り前進し続けることには同意した。戦闘開始から2時間経ち、ピロー将軍はバックナーの翼がピロー軍の横で攻撃していないことに気付いた。2人の将軍の間に意見の衝突が起こった後で、バックナー軍が動きだし、ピロー軍の右翼に合流し、W・H・L・ウォレス大佐の旅団を攻撃した。しかし、このバックナー軍の遅れのために、ルー・ウォーレスはマクナーランド軍が完全に崩壊する前に補強する時間が出来た。南軍の攻勢は午後12時半頃に止まった。この時、北軍のセイヤー大佐の部隊がウィンズフェリー道路に跨って防衛戦を築いた。南軍は3度突撃を掛けたが成功せず、尾根伝いに半マイル (1 km)ほど後退した。それでも良い朝にはなった。南軍は北軍防衛戦線を1ないし2マイル (2-3 km)押し込み、脱出路が開けていた。
グラントは明らかに戦闘の音を聞いていなかったが、最終的に副官に知らされた。7マイル (11 km)の凍った道を馬で駆けて、午後1時までにウォーレスの作戦本部に到着し、その混乱振りと自分がいない間の統率者の欠如に落胆した。マクラーナンドは「この軍隊には頭が要る」と不平を漏らした。グラントは「そうかもしれない、紳士諸君、右翼の陣地を奪い返さねばならない」と答えた。しかし、グラントの性格として南軍の突撃にも恐慌を来してはいなかった。グラントは馬で戻ってくる途中で砲声を聞き、その軍隊の士気が落ちているのではないかと推測して、フットに伝令を送って海軍の砲撃による示威行動を始めるよう伝えさせ、それが軍隊の鼓舞に使えるのではないかと考えた。グラントは、南軍のある者（バックナー軍）が3日分の食料を詰めた背嚢を背負って戦っているのを観察し、戦闘での勝利を目指しているのではなく、逃亡を試みているのだと思われた。グラントは副官に向かって、「最初に攻撃する者は勝利を得るだろう。敵が私の前に出てくるなら急いでいるに違いない」と告げた。
ピローはその攻撃が午後1時半までに成功し脱出路を開けたと判断したにも拘わらず、さらに前進する前にその部隊を集合させて弾薬を補給すべきと考え、フロイドやバックナーを驚かせたことに、部下に塹壕まで戻るよう命じた。この時点でフロイドは怖じ気づいており、北軍チャールズ・F・スミスの師団が大量に補強されたと信じて、全軍にドネルソン砦の防衛戦の中に戻るよう命じた。
グラントは迅速に動いて決断力のないフロイドが残した穴を埋めさせ、スミスに向かって「我が軍右翼の動きは全て失敗した。貴方がドネルソン砦を奪らなければならない」と言った。スミスは「私がやります」と答えた。スミスの2個旅団による反撃は直ぐに、南軍の右翼の外側塹壕線の捕獲に成功した。そこではジョン・W・ヘッド大佐が指揮する第30テネシー連隊がバックナーの師団から置いて行かれていた。南軍は2時間以上も反撃したが、スミスが捕獲した塹壕線を取り戻すことが出来なかった。翌朝明るくなったときに、北軍はドネルソン砦と川向き砲台の両方を包囲する準備ができていた。
北軍の右翼で。ルー・ウォーレスが3個旅団の攻撃隊を編成した。1個旅団は彼自身の師団から、1個はマクラーナンド師団から、1個はスミス師団から集めた。スミス師団のモーガン・L・スミス大佐の旅団は、元はウォーレスが指揮していた2個連隊からなり、攻撃の先頭を切るよう選ばれた。クラフトの旅団（ウォーレス師団）とレナード・ロスの旅団（マクラーナンド師団）がその側面の支援に配置された。スミス大佐が葉巻に火を点ける瞬間を待って、ウォーレスが攻撃前進を命じた。スミスの旅団は丘に登る短い距離を前進し、繰り返し走っては地面に伏せて伏射の姿勢を採り、その間ずっと向かい合う南軍のドレーク旅団から届くヤジを聞いていた。ウォーレスの部隊が突撃を掛けてその朝に失った陣地を全て取り戻した。スミス大佐は馬に乗って指揮する連隊の直ぐ後にいて、1発の銃弾が口の近くで加えていた葉巻を吹き飛ばしたが、冷静に新しい葉巻に取り替えた。夜になるまでに南軍は全て当初の陣地に押し戻された。グラントは、ピローが開けた脱出路を閉じることを失念したが、翌朝攻撃を再開する作戦を立て始めた。

## 降伏（2月16日）
両軍共に1,000名近くが戦死し、約3,000名が負傷して戦場に横たわっていた。吹雪の中で凍死した者もおれば、多くの北軍兵士はその毛布や上着を投げ掛けてやっていた。
フロイドとピローの両将軍はその日の成果について幾分満足しており、ナッシュビルのジョンストン将軍に大きな勝利を挙げたと電報を打った。しかし、バックナーは、北軍に援軍が到着しているので絶望的な状況はさらに悪くなっていると主張した。2月16日午前1時半、ドーバーホテルでの最後の作戦会議で、バックナーは、もしスミス師団が再度攻撃を掛けてくれば30分しか持たない、砦を守る損失率は75％になると推計すると述べた。バックナーの敗北主義が会議を支配した。大部隊による脱出は難しいであろう。川の輸送船の大半は現在負傷兵をナッシュビルに運んでおり、タイミング良く戻っては来られないだろう。
フロイドは間もなく自分が捕虜になって北部の判事と顔を合わせることになると理解し始めた。フロイドはその指揮権をピローに渡したが、ピローもやはり北部の報復を恐れており、指揮権をバックナーにたらい回しし、バックナーが後に残って降伏することに同意した。ピローは夜の間に小さなボートでカンバーランド川を横切って脱出し、フロイドは翌朝、バージニア歩兵2個連隊を乗せた蒸気船で脱出した。フォレストはこのような臆病者を見て嫌気が差し、「私は降伏するためにここに来たのではない」と熱っぽく語って飛び出し、その部隊兵700名と共に去って行った。彼らは浅い凍るようなリック・クリークを抜けてナッシュビルに向かった。
2月16日の朝、バックナーはグラントに宛てて休戦と降伏の条件を求める伝言を送った。バックナーはグラントとの以前の関係故にグラントが寛大な条件を提示するものと期待していた。1854年にグラントは飲酒癖のためもあってカリフォルニアでの指揮官職を失い、アメリカ陸軍の士官であったバックナーはグラントが辞任後に家に戻る金を貸したことがあった。しかし、グラントは合衆国に対して反乱を起こした者に何の慈悲も示さなかった。その回答はこの戦争で最も有名な引用句の一つとなり、グラントの渾名にもなった「無条件降伏」だった。
グラントは虚勢を張っているのではなかった。スミス師団は良い陣地におり、砦の外郭線を占領して、翌日には他の師団に支援されて攻撃を掛ける命令を受けていた。グラントはスミスの今の位置がグラントの考えていた包囲戦に先行し、砦をうまく強襲できると考えていた。
バックナーは、グラントの「狭量で非騎士道的な条件」に反対したものの、間もなく12,000名ないし15,000名の兵士と48門の大砲と共に降伏した。これはグラントが戦争中に受けた3回の降伏のうち最初のものだった（2回目はビックスバーグの戦いでジョン・C・ペンバートンから、3回目はロバート・E・リーの北バージニア軍だった）。バックナーはかなりの量の装備と食料も渡したが、これはグラントの飢えた兵隊が本当に必要とするものだった。7,000名以上の捕虜は最終的にドネルソン砦からシカゴのキャンプ・ダグラスに送られた。その他の者は北部中の他の場所に送られた。バックナーは8月に捕虜交換となるまで、北軍の捕虜として拘束された。

## 戦いの後
ドネルソン砦での損失は南軍大部隊の降伏故に大きなものだった。北軍は2,691名（戦死507名、負傷1,976名、捕虜または不明208名)の損失、南軍は13,846名(戦死327名、負傷1,127名、捕虜または不明12,392名)だった。
この報せに北部では祝砲が撃たれ教会の鐘が鳴らされた。「シカゴ・トリビューン」は、「シカゴは喜びで狂気に揺れた」と書いた。ヘンリー砦とドネルソン砦の占領は南北戦争で北軍最初の意義有る勝利であり、南部の心臓部へ侵略する経路として2つの大河が開けた。グラントは志願兵の少将に昇進し、西部戦線ではヘンリー・ハレックに次ぐ上級将官となった。新聞でグラントが葉巻を歯に挟んで戦闘に勝ったと報じた後で、多くの賞賛者から送られた葉巻で埋まった。アルバート・ジョンストン軍の3分の1近くが捕虜になった。グラントは以前のアメリカの将軍達が束になったよりも多くの兵士を捕虜にした。それによってジョンストン軍は2ヶ月以内に差し迫っていたシャイローの戦いで決定的な優位に立つはずであった12,000名の兵士を奪われた。ジョンストン軍の残りはナッシュビルとコロンバスで200マイル (320 km)離れて位置しており、その間にいるグラント軍が川や鉄道を支配していた。ビューエル将軍の軍隊がナッシュビルを脅かす一方で、ジョン・ポープの軍隊はコロンバスを窺っていた。ジョンストンは2月23日に重要な産業の中心であるナッシュビルを明け渡し、南軍の州都としては最初に北軍の手に落ちた都市となった。コロンバスは3月2日に放棄された。テネシー州はケンタッキー州と同様に北軍の支配下に入った。ただし、両州共に周期的な南軍の襲撃に遭った。
戦場跡はアメリカ合衆国国立公園局によって、ドネルソン砦国定戦場として保存されている。